# Svartahavskål
Svartahavskål (Brassica elongata) är en korsblommig växtart som beskrevs av Jakob Friedrich Ehrhart. Enligt Catalogue of Life ingår Svartahavskål i släktet kålsläktet och familjen korsblommiga växter, men enligt Dyntaxa är tillhörigheten istället släktet kålsläktet och familjen korsblommiga växter. Arten förekommer tillfälligt i Sverige, men reproducerar sig inte.

## Underarter
Arten delas in i följande underarter:
- B. e. elongata
- B. e. imdrhasiana
- B. e. integrifolia
- B. e. pinnatifida
- B. e. subscaposa